# Batalla de Saraqeb
La Batalla de Saraqeb empezó once días después de la victoria del Ejército sirio en la Batalla de Idlib de marzo de 2012, donde recuperaron la ciudad principal de la provincia de Idlib. Saraqib fue considerado un punto estratégico importante debido a su tamaño, al ser la segunda ciudad más grande de la provincia y su posición geográfica en el cruce de dos autopistas que van a Alepo: una que va al sur hacia Hama, Homs y Damasco, y otra que va al oeste hacia Latakia. También se usó como base para lanzar ataques contra convoyes militares.
El 24 de marzo, el ejército sirio bombardeó la ciudad brevemente mientras lideraba un asalto terrestre al mismo tiempo. Una columna de tanques entró en la ciudad para atacar las defensas  rebeldes, mientras que la infantería respaldada por francotiradores llevó a la segunda ola a perseguir a los combatientes restantes. Los combatientes del Ejército Sirio Libre se defendieron el primer día y dañaron un tanque. En la lucha murieron 18 de ellos. Después del primer día, los rebeldes se vieron obligados a retirarse de la ciudad después de que el ejército tomó el control total de la misma. Un grupo de la oposición acusó al ejército de quemar la mayoría de las tiendas de la ciudad. 
El 28 de marzo, el ejército continuó su ofensiva y tomó el control de Khan Sibil, un pueblo cerca de Saraqeb. El canal de noticias árabe Al Jazeera mostró imágenes de video de la destrucción de la ciudad.

## Consecuencias
El 1 de noviembre de 2012, los rebeldes atacaron a tres, e invadieron al menos uno de los puestos de control del ejército en el camino a Saraqeb, matando a 8 soldados y 7 rebeldes. Los rebeldes capturaron y mataron a 2 soldados del gobierno, los golpearon y luego los ejecutaron con armas automáticas. El 2 de noviembre, el ejército sirio se retiró completamente de Saraqib. Después de capturar Saraqib, la FSA comenzó a bombardear la base aérea de helicópteros Taftanaz del ejército sirio.